# Regeringen De Geer den äldre
Regeringen Louis De Geer den äldre var Sveriges regering mellan 20 mars 1876 och 19 april 1880. Det var den första svenska regeringen i vilken kungen inte var regeringschef - från och med den 20 mars 1876 övergick regeringsmakten till det nyinrättade statsministerämbetet.
I samband med nyordningen ersattes justitiestatsministern med en justitieminister, och utrikesstatsministern med en utrikesminister.

## Statsråd
* Statsminister eller departementschef
| Statsminister         |  | Louis De Geer*             | 20 mars 1876      | 19 april 1880     | Oberoende liberal     |       |
| Justitieminister      |  | Louis De Geer*             | 20 mars 1876      | 6 juni 1879       | Oberoende liberal     | [ 1 ] |
| Justitieminister      |  | Ludvig Teodor Almqvist*    | 6 juni 1879       | 19 april 1880     | Oberoende liberal     | [ 1 ] |
| Utrikesminister       |  | Oscar Björnstjerna*        | 20 mars 1876      | 19 april 1880     | Oberoende konservativ | [ 2 ] |
| Krigsminister         |  | Oscar Weidenhielm*         | 5 december 1871   | 11 september 1877 | Partilös              | [ 3 ] |
| Krigsminister         |  | Henrik Rosensvärd*         | 11 september 1877 | 19 april 1880     | Partilös              | [ 3 ] |
| Sjöförsvarsminister   |  | Fredrik von Otter*         | 23 december 1874  | 19 april 1880     | Partilös              | [ 3 ] |
| Finansminister        |  | Hans Forssell*             | 11 maj 1875       | 7 december 1880   | Oberoende liberal     | [ 4 ] |
| Ecklesiastikminister  |  | Fredrik Ferdinand Carlson* | 11 maj 1875       | 1 november 1878   | Partilös              | [ 5 ] |
| Ecklesiastikminister  |  | Carl Gustaf Malmström*     | 1 november 1878   | 27 augusti 1880   | Partilös              | [ 5 ] |
| Civilminister         |  | Carl Johan Thyselius*      | 11 maj 1875       | 19 april 1880     | Oberoende konservativ |       |
| Konsultativa statsråd |  |                            |                   |                   |                       |       |
| Konsultativa statsråd |  | Oscar Alströmer            | 11 maj 1875       | 4 juli 1878       | Partilös              |       |
| Konsultativa statsråd |  | Henric Lovén               | 11 maj 1875       | 19 april 1880     | Partilös              |       |
| Konsultativa statsråd |  | Gerhard Lagerstråle        | 11 maj 1875       | 6 juni 1879       | Partilös              |       |
| Konsultativa statsråd |  | Nils von Steyern           | 4 juli 1878       | 19 april 1880     | Partilös              |       |